# Cantonul Pampelonne
Cantonul Pampelonne este un canton din arondismentul Albi, departamentul Tarn, regiunea Midi-Pyrénées, Franța.

## Comune
| Comune               | Populație (1999) | Cod poștal | Cod INSEE |
| -------------------- | ---------------- | ---------- | --------- |
| Almayrac             | 285              | 81190      | 81008     |
| Jouqueviel           | 103              | 81190      | 81110     |
| Mirandol-Bourgnounac | 1.064            | 81190      | 81168     |
| Montauriol           | 50               | 81190      | 81172     |
| Moularès             | 277              | 81190      | 81186     |
| Pampelonne           | 805              | 81190      | 81201     |
| Sainte-Gemme         | 844              | 81190      | 81249     |
| Tanus                | 523              | 81190      | 81292     |
| Tréban               | 43               | 81190      | 81302     |